# Эн-Накура
Эн-Накура (араб. الناقورة‎, Enn Nâqoura, Naqoura, An Nāqūrah) — небольшой город в провинции Южный Ливан. С 23 марта 1978 здесь базируются Временные силы ООН в Ливане.

## Название
По мнению востоковеда Э. Г. Палмера, название города переводится как «горн» или «труба». Скорее всего, оно возникло в результате путаницы: в переводе с арабского, Sur или Тир означает «горн» или «труба», а Ras Sur — «мыс Сура». От искажённого Ras Sur и образовалось название города. Слово также связано с понятием «долбить», «буравить».

## История
В 1875 году, в период поздней Османской империи, археолог Виктор Герен описывал его так: 
Деревня расположена на холме, сквозь который протекает ручей под названием Ain Nakurah, орошающий заросли пальм, фиговых и оливковых деревьев. Жителей не более 400. Дома современные, но некоторые материалы, судя по размерам и сохранности, остались с древних времён. Наверняка на месте современного поселения находилось более древнее, со схожим, если не идентичным названием.

В 1881 году издание «Обзор Западной Палестины» Фонд исследования Палестины описывало его так: 
Деревня с каменными домами, где проживает порядка 250 мусульман, расположена среди невысоких холмов на побережье. Оливковые рощи, пальмы, гранатовые и фиговые деревья, пашни. С восточной стороны окружена кустарником. Два полноводных ручья.
В 1978 году ВСООНЛ разместили свою штаб-квартиру вокруг бывшей станции взимания платы за проезд около Накуры. Некоторые из зданий обозначали конец ливанского участка железной дороги Бейрут-Хайфа , которая была закрыта с тех пор, когда туннель ведущий в палестину был взорван в 1948 году. 
После вторжения 1982 года Накура стала частью израильской зоны безопасности . В ноябре 1983 года израильские и ливанские официальные лица начали серию встреч в штаб-квартире ООН в Накуре, чтобы договориться об уходе Израиля.
Осенью 1986 года армия Южного Ливана Лахада построила небольшой порт в Накуре, из которого паром соединялся с Джуниехом , к северу от Бейрута. 3 сентября 1991 года шведский солдат , служивший в составе ВСООНЛ , был убит, когда он попал в перестрелку между палестинцами и боевиками АЮЛ в Накуре. Двенадцать дней спустя, 15 сентября, еще один шведский солдат был убит, а пятеро шведских и французских солдат были ранены, когда палестинские боевики, намеревавшиеся совершить нападение на израильский город Нагария по пути к своей цели на лодке, по ошибке высадились в Накуре и столкнулись с войсками ВСООНЛ. Один из боевиков также был убит, а другой ранен.